# Batologie

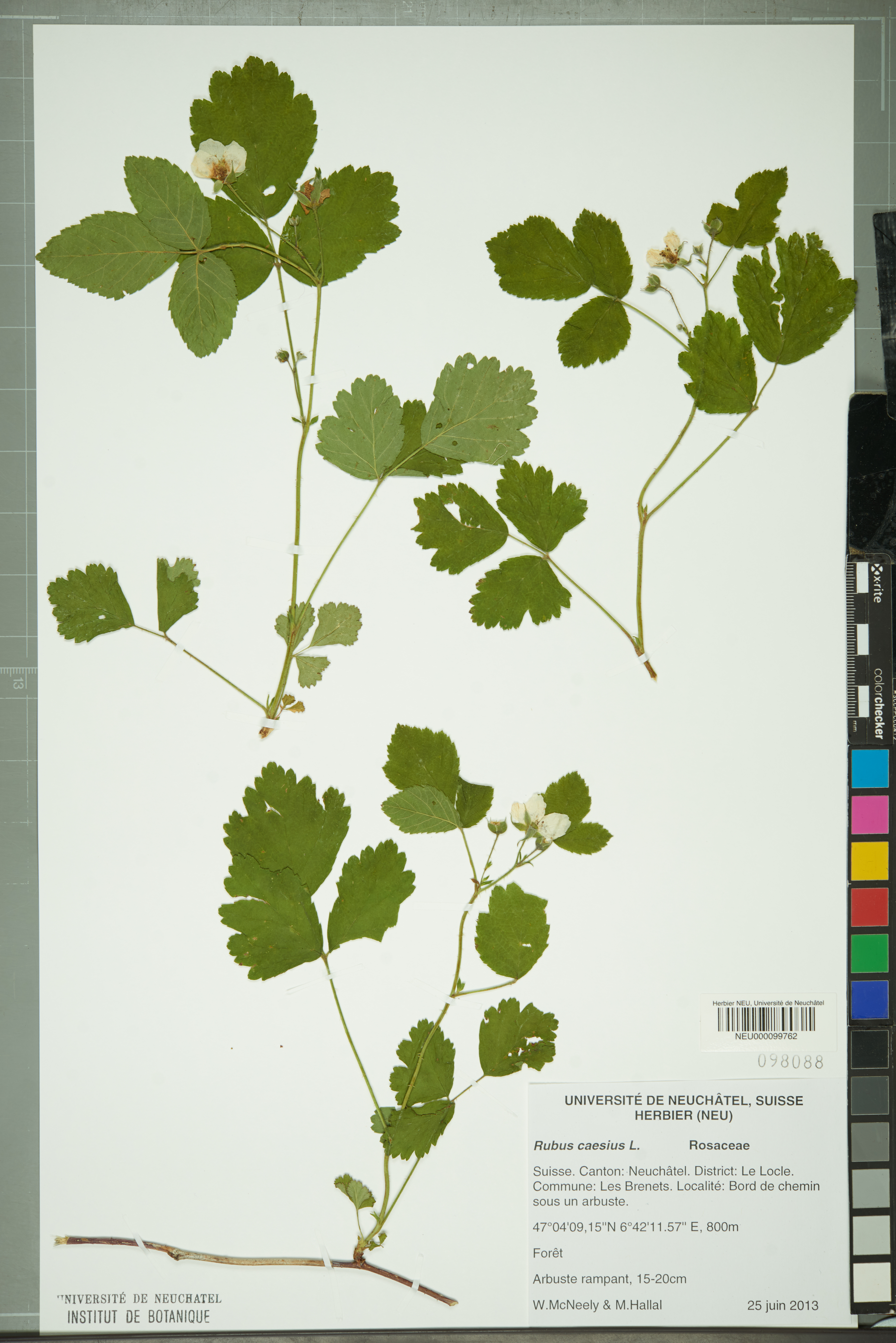
Herbariummateriaal van dauwbraam.

De batologie is de botanische vakwetenschap die zich bezighoudt met onderzoek naar het omvangrijke plantengeslacht Rubus (bramen). Een persoon die de batologie beoefent wordt een batoloog genoemd.

## Etymologie
Het woord 'batologie' is ontstaan uit het Oudgriekse βάτος (bátos) dat 'braam' betekent.

## Bekende batologen
In de onderstaande lijst staan bekende batologen met een artikel op de Nederlandstalige Wikipedia.
- Christian Gottfried Daniel Nees von Esenbeck (1776–1858)
- Heinrich E. Weber (1932–2020)
- Bram van de Beek (1946)
- Rense Haveman (1967)